# Marko Kešelj
Marko Kešelj (2 de enero de 1988, Belgrado, Serbia) es un jugador serbio de baloncesto.

## Equipos
- KK Mega Vizura (2004-2006)
- OKK Belgrado (2006)
- Akasvayu Girona (2006-2007)
- Köln 99ers (2007-2008)
- Estrella Roja (2008-2010)
- Olympiacos B.C. (2010-2012)
- Valencia Basket Club (2012-2013)
- Le Mans Sarthe Basket (2013)
- ASVEL Lyon-Villeurbanne (2013-2014)
- KK Mega Vizura (2014-2015 )
- Lavrio B.C. (2016 )
- Telenet Oostende (2016-17)
- Estrella Roja (2017- )